# AKB48 Group
AKB48 Group (jap. AKB48グループ AKB48 Gurūpu; także 48 Group, 48G) – projekt i marka zapoczątkowana przez japońską żeńską grupę idolek AKB48, wyprodukowaną przez Yasushiego Akimoto. W skład „AKB48 Group” wchodzi sześć krajowych zespołów (razem z AKB48) oraz dziewięć siostrzanych zespołów w głównych miastach azjatyckich za granicą, od Indonezji po Indie i Tajlandię. Japońskie grupy siostrzane AKB48 wydają własne single, ale także występują na niektórych singlach i eventach głównej grupy.
Koncepcją zespołu AKB48 są „idolki, które możesz spotkać”, a „48 Group” powstała w efekcie utworzenia przez Akimoto grup siostrzanych o tej samej idei. Każda grupa ma własny, stały teatr będący ich siedzibą, w którym odbywają się ich występy; często biorą udział w wydarzeniach i spotkaniach z fanami (m.in. „handshake event”).

## Nazewnictwo
Zamiennie z „AKB48 Group” używane są także określenia „AKB Group” (jap. AKBグループ), „48 Group” (jap. 48グループ), a także w skrócie jako „AKB48G”, „AKBG”, „48G” lub czasami po prostu jako „48”.
Każda nazwa zespołu z „AKB48 Group” przekształca na zapis alfabetem łacińskim nazwę miasta lub obszaru, jako podstawę, przez wyodrębnienie trzech wielkich liter i dodanie do nich „48”. Przy odtworzeniu zespołów siostrzanych z Szanghaju i Tajpej w 2018 roku użyto nazw „AKB48 Team 〇〇”.

## Historia
8 grudnia 2005 roku została utworzona przez producenta Yasushiego Akimoto żeńska grupa idolek AKB48, która później stała się centrum AKB48 Group. Trzy lata później, w 2008 roku, została założona pierwsza siostrzana grupa SKE48 z własnym teatrem w Sakae, w Nagoi. W 2009 roku powstała SDN48 (skrót od „saturday night”), składająca się z członkiń w wieku powyżej 20 lat, które występowały w teatrze w każdą sobotnią noc. Grupa zakończyła aktywność 31 marca 2012 roku. Jest to jedyny zespół z grup 48, który zakończył działalność. NMB48 powstała w październiku 2010 roku, z siedzibą w Nambie, w Osace.
W październiku 2011 roku powstała kolejna grupa siostrzana – HKT48, z siedzibą w Fukuoce (nazwa grupy pochodzi od dzielnicy Hakata). Tego samego roku powstała pierwsza grupa siostrzana poza Japonią – JKT48 powstała w Dżakarcie w Indonezji.
Oprócz grup siostrzanych AKB48 ma „oficjalnego rywala” – zespół Nogizaka46, dla którego powstała jej własna siostrzana grupa – Keyakizaka46.
W październiku 2012 roku powstała zagraniczna grupa SNH48, z siedzibą w Szanghaju w Chinach. Cztery lata po utworzeniu, 9 czerwca 2016 roku, ze względu na naruszenie umowy przez lokalne biuro SNH48, AKB48 usunęła banery i reklamy związane z owym zespołem grupy, które znajdowały się ich na oficjalnej stronie internetowej, kończąc współpracę.
W maju 2013 roku uruchomiono internetową stronę sprzedaży biletów „AKB48 Group Ticket Center”, będącą centrum biletowym każdego z zespołów w Japonii. W listopadzie tego samego roku odbyło się pierwsze wspólne przesłuchanie AKB48 Group, pt. „AKB48 Group Draft Kaigi” (jap. AKB48グループ ドラフト会議). Drugie przesłuchanie odbyło się w 2015 roku, a trzecie – w 2018 roku.
Wydarzenie „AKB48 Single Senbatsu Sōsenkyo” (jap. AKB48 シングル選抜総選挙) to doroczne wybory składu członkiń do singla. Jest to jedna z większych i popularniejszych imprez grup 48, organizowane corocznie od 2009. Wydarzenie „AKB48 Group Janken Taikai” (jap. AKB48グループじゃんけん大会) jest organizowane co roku od 2010. 24 lutego 2014 roku miała miejsce wielka reorganizacja zespołów – AKB48 Group dai sokaku matsuri ~Jidai wa kawaru. Dakedo, bokuraha mae shika mukanee!~ (jap. AKB48グループ 大組閣祭り〜時代は変わる。だけど、僕らは前しか向かねえ!〜).
W sierpniu 2015 roku powstała nowa krajowa grupa siostrzana z bazą w Niigata – NGT48. W lutym 2017 roku rozpoczęła działalność zagraniczna grupa BNK48, z teatrem w Bangkoku w Tajlandii, w tym samym roku zadebiutowała także krajowa grupa STU48, której teatr znajduje się na statku wycieczkowym kursującym między siedmioma miastami będącymi częścią regionu Setouchi. W 2018 roku powstała grupa TPE48, z teatrem w Tajpej na Tajwanie, po siedmiu latach od zapowiedzenia jej powstania w 2011 roku. Zespół MNL48 (Manila, Filipiny) powstał w kwietniu tego samego roku.
W 2018 roku powstał projekt Produce 48, który połączył południowokoreański program Produce 101 z know-how AKB48 Group. W projekcie wzięły udział także członkinie grup 48. Finalistki utworzyły zespół IZ*ONE.
AKB48 China to projektowa chińska grupa, która została zapowiedziana 26 października 2017 roku. Jej częścią są Teamy umiejscowione w różnych chińskich miastach; pierwszym z nich jest AKB48 Team SH (Szanghaj), a agencja AKS zarejestrowała także inne nazwy, m.in. Team BJ (Beijing) i Team GZ (Guangzhou). 30 lipca 2018 roku AKS anulowało joint venture i umowę licencyjną z TPE48 i 26 sierpnia wznowiło grupę jako AKB48 Team TP.
27 grudnia 2017 roku zapowiedziano powstanie zespołu MUM48 (Mumbaj, Indie) oraz SGO48 (Sajgon, Wietnam). 19 czerwca 2019 roku ogłoszono, że nazwa MUM48 została zmieniona na MUB48, a także zapowiedziano plan utworzenia grupy DEL48 (Delhi, Indie).
2 czerwca 2019 roku ogłoszono utworzenie zespołu CGM48 z siedzibą w Chiang Mai (Tajlandia), jako krajowej grupy siostrzanej BNK48.
16 października 2020 roku na oficjalnej stronie internetowej grupy DEL48 ogłoszono, że „wszelka aktywność po 5 października zostanie zawieszona z powodu epidemii koronawirusa. 22 grudnia 2021 roku grupa SGO48 została rozwiązana.

### Chronologia
| Nazwa | Zapowiedziany | Finał 1-go przesłuchania | Ogłoszenie (data utworzenia) | Pierwszy występ w teatrze | Debiut CD                              | Koniec aktywności |
| ----- | ------------- | ------------------------ | ---------------------------- | ------------------------- | -------------------------------------- | ----------------- |
| AKB48 | lipiec 2005   | 2005.10.30               | 2005.12.08 (w teatrze)       | 2005.12.08                | 2006.01.06 – Sakura no hanabiratachi   |                   |
| SKE48 | 2008.05.30    | 2008.07.30               | 2008.08.23                   | 2008.10.05                | 2009.08.05 – Tsuyoki mono yo           |                   |
| SDN48 | 2009.05.06    | 2009.06.14               | 2009.08.01 (w teatrze)       | 2009.08.01                | 2010.11.24 – GAGAGA                    | 2012.03.31        |
| NMB48 | 2010.07.10    | 2010.10.07               | 2010.10.09                   | 2011.01.01                | 2011.07.20 – Zetsumetsu kurokami shōjo |                   |
| HKT48 | 2011.05.01    | 2011.07.10               | 2011.10.23                   | 2011.11.26                | 2013.03.20 – Suki! Suki! Skip!         |                   |
| NGT48 | 2015.01.25    | 2015.07.25               | 2015.08.21                   | 2016.01.10                | 2017.04.12 – Seishun dokei             |                   |
| STU48 | 2016.10.10    | 2017.03.19               | 2017.03.31 2017.05.03        | 2019.04.16                | 2018.01.31 – Kurayami                  |                   |

| Nazwa         | Zapowiedziany         | Finał 1-go przesłuchania | Ogłoszenie (data utworzenia)            | Pierwszy występ w teatrze                | Debiut CD                                                 |
| ------------- | --------------------- | ------------------------ | --------------------------------------- | ---------------------------------------- | --------------------------------------------------------- |
| JKT48         | 2011.09.11            | 2011.11.02               | 2011.12.10                              | 2012.05.17 (teatr tymczasowy) 2012.09.08 | 2013.02.16 – Heavy Rotation                               |
| BNK48         | 2016.03.26            | 2016.12.18               | 2017.02.12                              | 2018.05.12                               | 2017.08.08 – Aitakatta                                    |
| MNL48         | 2016.03.26            | 2018.04.28               | 2018.04.30                              | 2020.01.18                               | 2018.09.14 – Aitakatta                                    |
| AKB48 Team TP | 2011.10.01 2016.03.26 | 2018.02.04               | 2018.03.10 (TPE48) 2018.08.26 (Team TP) | 2020.09.19                               | 2018.12.25 – Mae shika mukanee                            |
| AKB48 Team SH | 2017.10.26            | 2018.07.24               | 2018.08.08                              | 2020.06.07                               | 2018.12.03 – LOVE TRIP (cyfr.) 2019.01.14 – Shonichi (CD) |
| CGM48         | 2019.06.02            | wrzesień 2019            | 2019.10.26                              | (przyszła)                               | 2020.02.09 – Chiang Mai 106                               |

#### Byłe
| Nazwa | Lata aktywności z AKB48 Group | Teamy                                          | Siedziba             | Uwagi                                                         |
| ----- | ----------------------------- | ---------------------------------------------- | -------------------- | ------------------------------------------------------------- |
| SNH48 | 2012–2016                     | Team SII, Team NII, Team HII, Team X, Team XII | Szanghaj, Chiny      | zadeklarował niezależność od AKB48 w 2016 roku, nadal aktywny |
| SGO48 | 2018–2021                     | –                                              | Ho Chi Minh, Wietnam | Rozwiązany z powodu pandemii COVID-19 w Wietnamie             |
| DEL48 | 2019–2022                     | –                                              | Delhi, Indie         | Rozwiązany z powodu pandemii COVID-19                         |
| MUB48 | 2017–2018 (MUM48) 2019–2022   | –                                              | Mumbaj, Indie        | Rozwiązany z powodu pandemii COVID-19                         |

## Charakterystyka

### Zarządzanie i organizacja
Firma AKS (obecnie Vernalossom) była odpowiedzialna za administrację i zarządzanie większością krajowych zespołów AKB48 Group (AKB48, SKE48, HKT48, NGT48), firma Showtitle zarządza zespołem NMB48, a STU zarządza zespołem STU48. Grupą JKT48 zarządza JKT48 Operation Team/JKT48 Project, BNK48 i CGM48 – Independent Artists Management, MNL48 – Hallohallo, AKB48 Team SH – Shanghai Shangyue Culture Development, a SGO38 – YAG Entertainment.
Od kwietnia 2020 roku wszystkie grupy w Japonii są zarządzane przez niezależne firmy, podczas gdy Vernalossom nadal zarządza grupami poza Japonią.
| Grupa         | Firma prowadząca Biuro afiliacyjne                          | Firma fonograficzna / wytwórnia       |
| ------------- | ----------------------------------------------------------- | ------------------------------------- |
| AKB48         | DH                                                          | You, Be Cool! (King Records)          |
| SKE48         | Zest                                                        | avex trax (Avex Entertainment)        |
| SDN48         | AKS                                                         | Universal Music                       |
| NMB48         | Showtitle (zarządzanie) Kyoraku Yoshimoto Holdings          | laugh out loud! records               |
| HKT48         | Mercury                                                     | EMI Records (Universal Music)         |
| NGT48         | Flora                                                       | Ariola Japan (Sony Music Labels)      |
| STU48         | STU                                                         | You, Be Cool! (King Records)          |
| JKT48         | JKT48 Operation Team (JKT48 Project/dentsu X entertainment) | HITS Records                          |
| BNK48         | Independent Artists Management (i AM)                       | Independent Artists Management (i AM) |
| MNL48         | Hallohallo Entertainment                                    | Star Music                            |
| AKB48 Team SH | AKB48 (China) Shanghai Shangyue Culture Development         |                                       |
| AKB48 Team TP | 好言娯樂                                                    | Enjoy Music (Universal Music Taiwan)  |
| GO48          | YAG Entertainment                                           |                                       |
| CGM48         | Independent Artists Management (i AM)                       |                                       |
| DEL48         | YKBK 48 Entertainment                                       |                                       |
| MUB48         | YKBK 48 Entertainment                                       |                                       |

### Wybrane członkinie
Ponieważ każdy zespół z AKB48 Group jest liczny, istnieje system „wybranych członkiń” (jap. 選抜メンバー senbatsu menbā), które reprezentują daną grupę na singlu. Liczba wybranych członkiń śpiewających tytułowy utwór z singla waha się zwykle od 7 do 36 osób; zwykle w skład „senbatsu” wchodzi 16 lub 20 członkiń.
Od momentu powstania SKE48 wybranymi członkiniami AKB48 są również członkinie grup siostrzanych, dlatego też członkinie oryginalnej grupy mają mniejszą szansę zostania wybranymi do składu piosenki tytułowej głównego singla swojej grupy, mimo należenia do zespołu – uważa się je bardziej za single AKB48 Group. Członkinie grup siostrzanych uczestniczą również w takich wydarzeniach jak „handshake event” grupy AKB48. W związku z taką strukturą, w celu odróżnienia „centrali” AKB48 od „oddziałów”, i aby odróżnić „AKB48 jako nazwę ogólną”, w eventach itp. używa się czasem wyrażenie „AKB48 tandoku” (jap. AKB48単独; pol. Tylko AKB48). Wśród fanów używana jest również nazwa „pure AKB” (jap. 純AKB jun AKB).

### Struktura grupy

#### Liczba członkiń
Do 48 Group należy ponad 300 osób w samej Japonii – zespoły znane są z dużej liczby członków. W marcu 2013 roku sam zespół AKB48 został wpisany do księgi rekordów Guinnessa jako „największa grupa popowa” (88 osób).

#### Teamy
Każdy z zespołów składa się z co najmniej jednej „drużyny” („Team” (jap. チーム Chīmu)). Zwykłe członkinie należą z reguły do jednego z Teamów, na który podzielony jest dany zespół. Ponadto, zamiast całej grupy wykonującej przedstawienie teatralne, tylko jedna drużyna jest przydzielona do występu. Niepodzielony na drużyny był zespół SDN48, a także nie dzielone są nowo utworzone zespoły. Ponadto NGT48 stracił podział na drużyny w kwietniu 2019 roku. W AKB48 Team TP został wprowadzony podział na „unity” (jap. ユニット), podobny do „teamów”. NMB48 zniosło system teamów w styczniu 2021 roku, który 1 stycznia 2022 roku został przywrócony.
Nazwa każdej drużyny powstaje według jednakowego schematu („Team 〇” (jap. チーム〇)), przyjmując kolejne łacińskie litery i cyfry użyte w nazwie zespołu. W celu odróżnienia jednakowych nazw drużyn z zespołów w grupie 48, do nazwy kolejnej drużyny dodawane są rzymskie cyfry (np. II, III, IV).
Kiedy SNH48 należała do 48 Group była podzielona na Teamy SII, NII, HII, X i XII. Kiedy powstała pierwsza drużyna NGT48, nazwa „Team NII” była zajęta przez SNH48, dlatego powstała „Team NIII” i ta nazwa jest używana nawet po ogłoszeniu niezależności przez zespół SNH48.
Liczba członkiń należących do jednego Teamu jest nieokreślona, ale w AKB48 (2007–2012), SKE48, NMB48, HKT48 (do 2014), pierwsze drużyny były 16-osobowe. W JKT48 nie zadecydowano o pojemności Teamu, ale od czasu utworzenia JKT48 Academy w 2018 roku ustalono limit 16 osób. Jest to związane z faktem, że w teatrze członkinie występują w 16-osobowym składzie z zasady, co związane jest z „48” osobami w zespole – 16 osób × 3 Teamy.
| Grupa         | Team        | Data wprowadzenia               |
| ------------- | ----------- | ------------------------------- |
| AKB48         | Team A      | 2005.12.08                      |
| AKB48         | Team K      | 2006.04.01                      |
| AKB48         | Team B      | 2007.04.08                      |
| AKB48         | Team 4      | 2011.06.06                      |
| AKB48         | Team 4      | 2013.08.24 (ponowne utworzenie) |
| AKB48         | Team 8      | 2014.04.03 – 2023.04.30         |
| SKE48         | Team S      | 2009.03                         |
| SKE48         | Team KII    | 2009.05.25                      |
| SKE48         | Team E      | 2010.12.06                      |
| NMB48         | Team N      | 2011.03.10 – 2021.01.20         |
| NMB48         | Team N      | 2022.01.01 (ponowne utworzenie) |
| NMB48         | Team M      | 2012.01.26 – 2021.01.22         |
| NMB48         | Team M      | 2022.01.01 (ponowne utworzenie) |
| NMB48         | Team BII    | 2012.10.10 – 2021.01.21         |
| NMB48         | Team BII    | 2022.01.01 (ponowne utworzenie) |
| HKT48         | Team H      | 2012.03.04                      |
| HKT48         | Team KIV    | 2014.04.23                      |
| HKT48         | Team TII    | 2016.03.30 – 2023.01.29         |
| NGT48         | ■ Team NIII | 2016.01.10 – 2019.04.21         |
| NGT48         | ■ Team G    | 2018.07.01 – 2019.04.21         |
| JKT48         | Team J      | 2012.12.23 – 2021.03.14         |
| JKT48         | Team KIII   | 2013.06.25 – 2021.03.13         |
| JKT48         | Team T      | 2015.01.26 – 2019.12.31         |
| JKT48         | Team T      | 2020.08.22 – 2021.03.12         |
| BNK48         | Team BIII   | 2017.12.24                      |
| BNK48         | Team NV     | 2019.11.16                      |
| MNL48         | Team MII    | 2018.05.02 – 2023.02.14         |
| MNL48         | Team NIV    | 2018.05.02 – 2023.02.14         |
| MNL48         | Team L      | 2018.05.02 – 2023.02.14         |
| AKB48 Team TP | Daisy       | 2020.03.07 – 2023.01.15         |
| AKB48 Team TP | Bellflower  | 2020.03.08 – 2023.01.14         |
| AKB48 Team TP | Sakura      | 2020.03.07 – 2023.01.14         |
| AKB48 Team TP | TIC TAC TOE | 2023.01.15                      |
| AKB48 Team TP | Peek A Boo  | 2023.01.15                      |
| CGM48         | Team C      | 2020.02.09                      |

#### Kenkyūsei
Do drużyn należą regularne członkinie, jednak część członkiń nie należy do żadnej drużyny. Reprezentatywnym przykładem jest grupa „Kenkyūsei” (jap. 研究生; dosł. „student biorący udział w badaniach”), przyjęta z 4. generacji AKB48 i zastosowana również przez grupy siostrzane. JKT48 również przyjęły system „Kenkyūsei”, ale w kwietniu 2018 roku powstał program szkoleniowy dla członkiń „JKT48 Academy”, a członkinie z tej grupy trafiły do „klasy A”. Członkinie „Kenkyūsei” mają możliwość awansowania na regularną członkinię zespołu.
W zespołach AKB48, SKE48, JKT48 i NGT48 zdarzyły się przypadki, gdy regularne członkinie zostały zdegradowane do statusu „Kenkyūsei”.

## Aktywność w zespole

### Przesłuchania
Zdecydowana większość członkiń 48 Group dołącza do poszczególnych zespołów poprzez oficjalne przesłuchania, które są organizowane od czasu do czasu. Dodatkowo w ramach przesłuchań do całej AKB48 Group w latach 2013, 2015 i 2018 odbyły się wspólne przesłuchania AKB48 Group Draft Kaigi (jap. AKB48グループ ドラフト会議). Spotkanie to jest przesłuchaniem publicznym, ale zamiast tego są wybierani przez kapitanów Teamów, aby zostać „członkami projektu” (jap. ドラフトメンバー; ang. „Draft Members”) konkretnego zespołu. „Draft Members” mogą występować z zespołem, do którego zostały wybrane i są oddzielną grupą od Kenkyūsei.

### Debiut w teatrze
Każdy zespół ma własny stały teatr będący jego siedzibą. Codzienne występy w teatrach są podstawą działalności AKB48 Group, co wpasowuje się koncepcję „idolek, które możesz spotkać”.

### Wydanie debiutanckiej płyty
Członkinie z pierwszej generacji z każdego zespołu biorą udział w nagraniu debiutanckiego singla, choć niektóre mogą zadebiutować w składzie „wybranych członkiń” do singla zespołu AKB48 przed debiutem we własnej grupie.

### Awans
Członkinie, które dołączyły jako „Kenkyūsei”, mogą awansować na pełnoprawną członkinię zespołu. Spośród 48 Group najszybciej awansowała Rion Azuma (z SKE48, po 18 dniach), a najdłużej zajęło to Kaori Matsumurze z SKE48, która przez około pięć i pół roku była „Kenkyūsei”.